# Dorneda
Dorneda (llamada oficialmente San Martiño de Dorneda) es una parroquia española del municipio de Oleiros, en la provincia de La Coruña, Galicia.

## Entidades de población
Entidades de población que forman parte de la parroquia:
- A Barreira
- Abeleiras de Abaixo
- Abeleiras de Arriba
- A Croa
- Aguarrío (Augarrío)
- Aguieira (A Aguieira)
- A Proba
- Arillo
- As Camposeiras
- As Castarnelas
- As Pedras
- Breixo
- Lourido Grande
- Lourido Pequeno
- Sisaldo
- O Bosque
- O Camiño da Poza
- O Campo de Abaixo
- O Couto
- O Monte de Casal
- O Reguendo
- Os Tornos
- Talagra
- Vila Clara
- Xaz

## Demografía
| Gráfica de evolución demográfica de Dorneda entre 2000 y 2018 |
|                                                               |
| Datos según el nomenclátor publicado por el INE.              |